# Penitenciarul Iași
Penitenciarul de Maximă Siguranță Iași este o închisoare de maximă securitate în Iași, România.
În anul 2007, aici se aflau aproximativ 1.600 de deținuți.

## Istoric
Penitenciarul de Maximă Siguranță Iași este situat Copou. 